# Abraeus bolteri
Abraeus bolteri är en skalbaggsart som beskrevs av J. L. Leconte 1880. Abraeus bolteri ingår i släktet Abraeus och familjen stumpbaggar. Inga underarter finns listade i Catalogue of Life.